# Cyclidius lacordairei
Cyclidius lacordairei är en skalbaggsart som beskrevs av Thomson 1860. Cyclidius lacordairei ingår i släktet Cyclidius och familjen Cetoniidae. Inga underarter finns listade i Catalogue of Life.